# Alebroides kula
Alebroides kula är en insektsart som beskrevs av Irena Dworakowska 1981. Alebroides kula ingår i släktet Alebroides och familjen dvärgstritar. Inga underarter finns listade i Catalogue of Life.